# Курочка чорнохвоста
Курочка чорнохвоста (Tribonyx ventralis) — вид журавлеподібних птахів родини пастушкових (Rallidae). Ендемік Австралії.

## Поширення
Птах широко поширений на материковій частині Австралії. У Тасманії та Новій Зеландії трапляються бродяжні птахи. Відсутній на крайній півночі та у посушливих центральних регіонах. Населяє постійні водно-болотні угіддя, а також ті, що існують ненадовго після дощу. Хоча він переважно живе в прісноводних і солонуватих водоймах, його також можна знайти в солоній воді. Заселені водно-болотні угіддя включають мілкі озера, болота, ставки та затоплені рівнини. Поза сезоном розмноження він також трапляється на дамбах, очисних спорудах, на пасовищах, у зелених зонах і на полях для гольфу.

## Опис
Пастушок завдовжки 30–38 см, вагою 250—500 г і розмахом крил 55–66 см. Боки голови та горло шиферно-сірі з розсіяною чорною смугою навколо основи дзьоба. Верхня частина тіла оливково-коричнева з чорним хвостом. Крила і хвостове пір'я трохи темніше, ніж решта верхньої частини тіла. Шия і груди спереду синьо-сірі, боки грудей трохи коричневіші. Боки, черево, стегна, крижі та підхвістя чорнуваті. Подовжене пір'я на передніх боках має великі білі плями на кінцях, які разюче контрастують із темною нижньою стороною тіла. Дзьоб і лобова пластинка зеленуваті, кінчик дзьоба трохи освітлений. Основа нижнього дзьоба помаранчево-червона. Райдужка яскраво-жовта. Ноги і ступні коралово-червоні.